# Bernhard Haurwitz
Bernhard Haurwitz (ur. 14 sierpnia 1905 w Głogowie, zm. 22 kwietnia 1986 w Fort Collins) – amerykański meteorolog pochodzenia niemieckiego. Zajmował się głównie meteorologią teoretyczną – dynamiką atmosfery.

## Życiorys
W 1923 roku zaczął studiować na Uniwersytecie Wrocławskim (ówcześnie Schlesische Friedrich-Wilhelms-Universität), a potem przeniósł się na Uniwersytet w Getyndze. W 1927 uzyskał doktorat, a w 1931 habilitację na Uniwersytecie w Lipsku, po czym został jego wykładowcą. W 1932 opuścił Niemcy, przenosząc się do Stanów Zjednoczonych i Kanady. W 1962 otrzymał najważniejszą nagrodę Amerykańskiego Towarzystwa Meteorologicznego za rozwój meteorologii dynamicznej, a zwłaszcza wkład w zrozumienie długich fal w atmosferze, cyrkulacji w stratosferze, lokalnej cyrkulacji i huraganów. W ostatnich latach życia pracował na Wydziale Nauk o Atmosferze (ang. Atmospheric Science Department) Uniwersytetu Stanowego Kolorado w Fort Collins w Kolorado. Od 1960 był członkiem amerykańskiej National Academy of Sciences, a od 1964 Niemieckiej Akademii Przyrodników Leopoldina. W 1976 otrzymał Krzyż Zasługi I Klasy Orderu Zasługi Republiki Federalnej Niemiec.